# Hotet från underjorden 2 - Efterskalv
Hotet från underjorden 2 - Efterskalv är en amerikansk actionkomedi från 1996. Den baseras på föregångaren Hotet från underjorden.
Sex år har gått sedan händelserna i den lilla förfallande gruvbyn Perfection, Nevada. Medan Valentine McKee har gift sig och flyttat från Perfection, bor de flesta av byns invånare kvar – däribland Earl Bassett (Fred Ward) och Burt Gummer (Michael Gross) vars hustru, Heather Gummer, lämnade honom när han blev deprimerad över Sovjetunionens kollaps. När taxichauffören Grady Hoover (spelad av Christopher Gartin) med den sydamerikanske Señor Ortega (spelad av Marcelo Tubert) finner sig framför Earls ytterdörr, börjar äventyret på nytt. 
Ett oljeföretag i Mexiko finner sig drabbat av monstren från den första filmen. Earl vägrar först att delta, bitter efter att ha spenderat sin lilla intäkt från det första äventyret på en minst sagt tveksam strutsfarm, men blir snart övertalad då han lovas 50 000 dollar per monster och 100 000 dollar per levande infångat monster. Även Burt blir indragen i äventyret, även om han är villigare än Earl. En av de kvarvarande på oljebolaget visar sig vara före detta playmaten Kate Reilly (spelad av Helen Shaver), och monstren har tagit sig en ny utformning – något som sätter Burts överlevnadsberedskap på prov.

## Rollista (urval)
| Fred Ward          | – Earl Bassett |
| Michael Gross      | – Burt Gummer  |
| Christopher Gartin | – Grady Hoover |
| Helen Shaver       | – Kate Reilly  |